# Boa kontra pyton
Boa kontra pyton (ang. Boa vs. Python) – amerykański film fantastyczno-naukowy z 2004 roku.

## Treść
Z prywatnego rezerwatu ucieka gigantycznych rozmiarów pyton. FBI wypuszcza wówczas ogromnego węża boa. Agenci liczą na to, że boa wytropi go i schwyta. W okolicy pojawia się też grupa myśliwych chcących schwytać węża dla własnych celów.

## Główne role
- David Hewlett - Genetyk
- George R. Sheffey - Danner
- Ivo Naidenov - Littlefield
- Griff Furst - James
- Marianne Stanicheva - Agent Koznetova
- Angel Boris - Reed Eve
- Adamo Palladino - Broddick
- Kirk B.R. Woller - Agent Sharpe